# Бойцов Василь Васильович
Василь Васильович Бойцов (нар. 1 січня 1908, село Алабіно Подольського повіту Московської губернії, тепер Наро-Фомінського району Московської області, Російська Федерація — 18 грудня 1997, місто Москва) — радянський державний діяч, голова Державного комітету СРСР із стандартів. Кандидат у члени ЦК КПРС у 1976—1986 роках. Депутат Верховної Ради СРСР 7—10-го скликань. Доктор технічних наук (1960), професор (1955). Почесний доктор Самарського державного аерокосмічного університету.

## Життєпис
Народився в родині робітника. Трудову діяльність розпочав у 1923 році учнем кустаря в Москві. У 1925—1927 роках — штампувальник промислової артілі в селі Алабіно Московської губернії.
У 1927—1930 роках — учень Московського технікум промислової кооперації.
У 1930—1932 роках — завідувач Орехово-Зуєвського технікуму промислової кооперації Московської області.
У 1932—1937 роках — студент Московського вищого технічного училища імені Баумана, інженер-механік.
У 1937—1940 роках — інженер, начальник цеху авіаційного заводу № 39 в Москві.
Член ВКП(б) з 1939 року.
У 1940—1942 роках — директор авіаційного заводу № 1130 в Комсомольську-на-Амурі.
У 1942—1943 роках — в.о. головного інженера авіаційного заводу № 156 в Москві. У 1943—1944 роках — начальник виробництва авіаційного заводу № 381 в Москві.
У 1944—1947 роках — головний інженер авіаційного заводу № 292 в Саратові.
У 1947 році — заступник міністра авіаційної промисловості СРСР.
У 1947—1963 роках — директор Науково-дослідного інституту технології та організації виробництва авіаційної промисловості в Москві.
У вересні 1963 — жовтні 1965 року — голова Державного комітету стандартів, мір і вимірювальних приладів СРСР. У жовтні 1965 — листопаді 1970 року — голова Комітету стандартів, мір і вимірювальних приладів при Раді міністрів СРСР.
1 грудня 1970 — 5 липня 1978 року — голова Державного комітету стандартів Ради міністрів СРСР. 5 липня 1978 — 6 січня 1984 року — голова Державного комітету СРСР із стандартів.
Одночасно у 1977—1979 роках — президент Міжнародної організації зі стандартизації.
З січня 1984 року — персональний пенсіонер союзного значення в Москві.
Помер 18 грудня 1997 року. Похований в Москві на Троєкуровському цвинтарі.

## Нагороди і звання
- три ордени Леніна (1945, 1966,)
- орден Жовтневої Революції (1971)
- орден Трудового Червоного Прапора (1957)
- орден Вітчизняної війни І ст.
- орден Вітчизняної війни ІІ ст. (1943)
- орден Червоної Зірки (1942)
- орден «Знак Пошани» (1939)
- медалі